# 加泰羅尼亞語維基百科
加泰羅尼亞語維基百科是維基百科協作計劃的加泰羅尼亞語版本，由非營利組織──維基媒體基金會維持負責。目前是各語言維基百科計劃中，規模排名第20（依條目量計算）的維基百科。計劃開始於2001年，至2021年8月為止已有超过六十八万个条目，1050位活跃编辑。在词条数超过50万而不足一百万的各版本维基百科中仅次于波斯语维基百科。

## 条目内容品质
加泰罗尼亚语维基百科的词条和汉语维基百科一样可按质量分为优良（Articles bons）和典范（Articles de qualitat）两类，其中优良词条有169个，以生物学（Ciències de la vida）词条最多。而典范词条则有851个，又以艺术类（Art）最多。

## 地域分布
加泰罗尼亚语维基百科以来自西班牙的使用者比例最高，其次为德国，而以此语言作为官方语言的安道尔仅有5万多的造访量。
| 排名 | 国家/地区  | 造访量    |
| ---- | ---------- | --------- |
| 1    | 西班牙     | 8,000,000 |
| 2    | 美国       | 350,000   |
| 3    | 德国       | 238,000   |
| 4    | 法國       | 161,000   |
| 5    | 加拿大     | 157,000   |
| 6    | 香港       | 105,000   |
| 7    | 臺灣       | 97,000    |
| 8    | 印度尼西亞 | 80,000    |
| 9    | 義大利     | 67,000    |
| 10   | 英国       | 60,000    |

## 外部連結
- 加泰羅尼亞語維基百科（页面存档备份，存于）

1. ↑  . stats.wikimedia.org.   [2021-08-18]. （原始内容存档于2020-07-11）.